# 鋸痕副䲁
鋸痕副䲁（學名：Parablennius serratolineatus），為輻鰭魚綱鳚形目䲁科副䲁屬的一種，被IUCN列為易危保育類動物，分布於西南太平洋諾福克島海域，深度1至12公尺，本魚體延長略側扁，頭部短鈍，眼上方有分支觸鬚，體白色，頭上有淡棕色斑點，從眼睛到尾巴根部上方有一條寬闊的深色條紋，體長可達3.1公分，棲息在沿海淺水域，雌魚產附著性卵，雄魚有護卵行為，幼魚為浮游性，生活習性不明。